# Сунаґава (Хоккайдо)

43°29′41″ пн. ш. 141°54′13″ сх. д. / 43.49472° пн. ш. 141.90361° сх. д.
Сунаґа́ва (яп. 砂川市, すながわし, МФА: [sunagawa ɕi̥]) — місто в Японії, в окрузі Сораті префектури Хоккайдо.

## Короткі відомості
Розташоване в центральній частині префектури, на березі річки Ісікарі, неподалік гірського басейну Утасінай. Центр хімічної і деревообробної промисловості. Станом на 1 жовтня 2008 року площа міста становила 78,69 км². Станом на 31 березня 2017 населення міста становило 17 456 осіб.